# Neozoraida gilva
Neozoraida gilva är en insektsart som först beskrevs av William Lucas Distant 1906.  Neozoraida gilva ingår i släktet Neozoraida och familjen Derbidae. Inga underarter finns listade i Catalogue of Life.